# Super Cat
Super Cat (William Maragh nacido en Kingston, Jamaica, el 25 de junio de 1963) es uno de los disc-jockey más populares durante la década de 1980 y principios de 1990, del  dancehall. Super Cat nació en Jamaica y fue apodado salvaje Apache. Su apodo, el "salvaje Apache" le fue dado por su mentor Early B. Él es el hermano mayor de estrella del reggae Junior Cat.

## Discografía

### Álbumes
- Si Boops Deh! (1985), Techniques
- Boops! (1986), Skengdon
- Sweets for My Sweet (1988), Wild Apache
- Cabin Stabbin (1991), Wild Apache - with Nicodemus & Junior Demus
- Don Dada (1992), Columbia
- Good, the Bad, the Ugly & the Crazy (1994), Columbia - with Nicodemus, Junior Demus and Junior Cat
- The Struggle Continues (1995), Columbia
- Take 2 (2003), Sony - with Mad Cobra
- Reggaematic Diamond All-Stars (2004), Wild Apache

### DVD
- Pick of the Past Keeling Reggae - with Nicodemus, Junior Demus, Louie Rankin, and Trevor Sparks